# Pax Europaea
Pax Europaea (por el término histórico Pax Romana, en inglés: 'the European peace' y en español, Paz Europea) es el período de relativa paz experimentado por Europa en el período posterior a la Segunda Guerra Mundial, a menudo asociado sobre todo con la creación de la Unión Europea (UE) y sus predecesores. En la era posterior a la Guerra Fría, esta paz fue aún más evidente debido a la caída de las tensiones políticas.
| Guerras en Europa                        | Guerras en Europa                | Guerras en Europa |
| ---------------------------------------- | -------------------------------- | ----------------- |
| Guerra civil griega                      | Grecia                           | 1946-1949         |
| Emergencia de Chipre                     | Grecochipriotas vs. Reino Unido  | 1955-1959         |
| Invasión de Checoslovaquia               | Unión Soviética                  | 1968              |
| Invasión turca de Chipre                 | Chipre vs. Turquía               | 1974              |
| Guerras yugoslavas                       |                                  | 1991-2001         |
| Guerra civil georgiana                   | Georgia                          | 1991-1993         |
| Conflicto de Prígorodni Oriental         | Conflicto interétnico            | 1992              |
| Guerra de Transnistria                   | Transnitria vs. Moldavia         | 1992              |
| Guerras Chechenas                        |                                  | 1994–2000         |
| Rebelión albanesa de 1997                | Albania                          | 1997              |
| Guerra ruso-georgeana                    | Georgia vs. Rusia                | 2008              |
| Guerra ruso-ucraniana                    | Rusia vs. Ucrania                | 2014-             |
| Combates de Kumanovo                     | Rebeldes vs. Macedonia del Norte | 2015              |
| Guerras que involucran a países europeos |                                  |                   |
| Revolución indonesia                     | Países Bajos                     |                   |
| Guerra del Sinaí                         | Reino Unido y Francia            |                   |
| Primera guerra de Indochina              | Francia                          |                   |
| Guerra de Independencia de Argelia       | Francia                          |                   |
| Guerra de Ifni                           | Francia y España                 |                   |
| Crisis de Bizerta                        | Francia                          |                   |
| Guerra de Independencia de Angola        | Portugal                         |                   |
| Guerra de Dhofar                         | Reino Unido                      |                   |
| Guerra de Independencia de Mozambique    | Portugal                         |                   |
| Primera y segunda guerra de Shaba        | Francia y Bélgica                |                   |
| Guerra de las Malvinas                   | Reino Unido                      | 1982              |
| Guerra de Afganistán                     | OTAN                             | 2001–2014         |
| Guerra de Irak                           | Reino Unido y Polonia            | 2003–2011         |
| Intervención militar en Libia            | OTAN                             | 2011              |
| Conflicto del norte de Malí              | Francia                          | 2012–2015         |
| Conflicto en la República Centroafricana | Francia                          |                   |

A pesar de que se produjeron varios conflictos armados en Europa después de la Segunda Guerra Mundial, ninguno de ellos ha sido entre miembros de la UE. La mayoría de estos conflictos se han producido en la ex Yugoslavia y la Unión Soviética.
La UE fue galardonada con el Premio Nobel de la Paz de 2012, en reconocimiento a sus esfuerzos por mantener y fomentar activamente la paz dentro de sus fronteras, así como a nivel internacional a través de medios diplomáticos.

## Contexto
La cooperación transatlántica y la integración europea se diseñaron para mantener la frágil paz que se creó en Europa. Con el continente cayendo constantemente en la guerra en los últimos siglos, la creación de las Comunidades Europeas en la década de 1950 se estableció para integrar a sus miembros a tal punto que la guerra entre ellos sería imposible. Estas comunidades y otras organizaciones, incluida la OTAN, se expandieron para abarcar la mayor parte de Europa occidental, el norte de Europa y el sur de Europa. Aunque Europa central y oriental permanecieron bajo la influencia soviética, también experimentaron pocos conflictos, con la excepción principal de la represión interna, hasta la década de 1990 cuando estalló una serie de guerras en Yugoslavia a medida que el país se desintegró.

### Disuasión nuclear
La disuasión nuclear es un fenómeno psicológico y defensivo basado en la existencia de las armas nucleares y que descansa sobre las apreciaciones subjetivas de las intenciones. Es el eje sobre el que gira la estrategia general de las armas nucleares.
La estrategia de la disuasión nuclear podría definirse como aquella que pretende renunciar a la guerra nuclear, y hacer imposible ésta. Se basa en que un número limitado de armas nucleares puede originar daños intolerables capaces de disuadir a un agresor potencial. Trata de alcanzar el objetivo político, no mediante la victoria militar, sino por la acción indirecta, gracias a la paralización nuclear del adversario, es decir, gracias a la disuasión a la que se le somete.
Los estados mayores de las potencias nucleares, también disponen de estrategias con las que se pretende evitar una escalada nuclear que acabe en una guerra nuclear total. Las potencias nucleares de segundo orden como el Reino Unido o Francia, debido a lo limitado de su arsenal, se ven obligadas en muchos casos a utilizar estas estrategias.
Los conceptos de guerra nuclear limitada no son compatibles con estrategias como la de disuasión máxima y otras estrategias concebidas al comienzo de la era nuclear.

## La Unión Europea

Histórica ampliación de la UE y sus predecesoras.

La Unión Europea comprende 27 Estados miembros con la mayoría de los demás países europeos que buscan la membresía. Además de eso, la mayoría de los países que permanecen fuera están vinculados a la UE por acuerdos económicos y tratados como el Espacio Económico Europeo. Dentro de la zona de integración, no ha habido conflicto desde 1945, por lo que es el período de paz más largo en la parte continental de Europa occidental desde la Pax Romana.

### Premio Nobel de la Paz de 2012
El premio Nobel de la Paz de 2012 fue concedido a la Unión Europea por "haber contribuido a lo largo de seis décadas al avance de la paz y reconciliación, la democracia y los derechos humanos en Europa". El Comité Noruego del Nobel, en aquel entonces por Thorbjørn Jagland, quiso que este galardón sirviera de contrapeso a la grave crisis económica que atravesaba el Viejo Continente, haciendo hincapié en el papel estabilizador que había jugado la Unión.
La concesión del premio fue celebrada por los líderes de las instituciones europeas, así como por los jefes de Estado y de Gobierno de los distintos Estados miembros. No obstante, la elección de la Unión Europea no estuvo exenta de polémica, recibiendo críticas de Desmond Tutu, Mairead Maguire o Adolfo Pérez Esquivel, todos ellos anteriores ganadores del premio Nobel de la Paz.